# جيانغ كينغ
جيانغ كينغ (بالصينية:江青)، (من مواليد 19 مارس 1914م - وتوفيت بتاريخ 14 مايو 1991م)، وهي زوجة الرئيس الصيني الراحل ماو تسي تونغ، عملت في المجال السياسي طيلة فترة حكم زوجها، كينغ، لتلعب دورا رئيسيا في الثورة الثقافية (1966-1976)، وتشكيل تحالف سياسي جذري والمعروف باسم «عصابة الأربعة»
إنتحرت شنقا في عام 1991م .

## السجن
في عام 1980م، حكمت المحكمة الصينية حكما بالإعدام بحق جيانغ كينغ بسبب اتهامها بنشاطات معادية للشيوعية، إلا أن الحكم خففت من حكم الإعدام إلى السجن المؤبد سنة 1983م، وفي شهر مايو عام 1991 عانت جيانغ كينغ المرض ونقلت إلى المستشفى قبل أن يعيدوها إلى السجن مرة أخرى، ولكن حراس السجن وجدوها ميتة وهي مشنوقة في دورة المياه وكتب في رسالتها الأخيرة، أحبك يا ماو، وتم دفنها في أحد مقابر العاصمة الصينية بكين باسم مستعار تحسباً للانقلاب.

## وصلات لها صلة
- Feature on Madame Mao by the International Museum of Women.
- Jiang Qing's tomb.

## روابط خارجية
- جيانغ كينغ على موقع IMDb (الإنجليزية)
- جيانغ كينغ على موقع الموسوعة البريطانية (الإنجليزية)
- جيانغ كينغ على موقع مونزينجر (الألمانية)
- جيانغ كينغ على موقع قاعدة بيانات الفيلم (الإنجليزية)